# Примењена графика у анатомским атласима 16. и 17. века
Примењена графика у анатомским атласима 16. и 17. века нашла је по први пут у овом историјском раздобљу своје место у формалном, медијском и функционалном смислу, као изванредни ликовни израз, за тродимензионалну представу човекове анатомије у анатомским атласима. Тиме су уметници применом графичке технике, у сарадњи са научницима, проналазили начине да информације преточе у препознатљиве и приступачне моделе, којима су дали и когнитивну структуру. Тиме су омогућили студентима и лекарима, нове (савременије) дидактике методе, у изучавању анатомије људског тела, које су се задржале до данашњих дана.

## Предуслови
Први графички радови у историји јавили су се у Кини у 6. веку. Употребљена техника била је техника дрвореза уз помоћ којег су се штампали религиозни амулети. Прва сачувана књига која се штампала у дрворезу је из 868. године. У 13. веку су се дрвене матрице употребљавали за штампање на платну. Постепено примена техника дрвореза затим и ксилографије (или дрвописа) постала је неодговарајућа, па су уметницима истраживали нове могућности и материјале уз помоћ који би могли тачније да пренесу своје радове. Одатле потиче проналазак графичке технике штампе с почетка 15. века из дубине са челичним или бакарним плочама које су одговарале овим захтевима.

Међутим историјски гледана графика се до неслућених размера развила у формалном, медијском и функционалном смислу тек у 16. веку, када је штампа добила свој невиђени обим у форми, функцији и медијима у 16. веку. Захваљујући томе примењена графика је трагајући за наови сасржајима изражавања пронашла изванредни израз у тродимензионалним представама човекове анатомије у анатомским атласима. Тако су почев од средине 16. века у сарадњи са научницима, ликовни уметници — графичари све више проналазили начине да медицинске информације о људском телу преточе у препознатљиве и приступачне моделе, и да им при томе дају когнитивну структуру.
У тој визуелизацији сазнања, стварањем динамичних интерактивних образаца којим се могло манипулисати по потреби, уметници су такође доносили нова и револуционарна, али још увек недовољно позната, решења дизајна књига.
 Тако је у 16. веку, када се нагло развијала и усавршавала, графика почела све више  да пружила нове могућности научним дисциплинама и образовању у оквиру љих,  јер се многа научна сазнања могла штампати на папиру или чвршћим подлогама (мешавине текстила и млевене кости) и носити са собом, лепити у албуме или на чврсту подлогу (дрво, метал) као декорација, или служити у научне и практичне сврхе (папирни компаси, астролаби, сунчани сатови, анатомски атласи), али и конзумирати у виду хостија са представама светитеља (ради оздрављења). 
Физичка својства појединих штампаних облика (папирни научни инструменти) учинила су графике подесним средствима за емпиријска истраживања и документовање анатомских сазнања о људском телу и свету који га окружују, и тиме покренула стварање динамичних образаца за стицање даљих сазнања у медицини. Примењена графика је постепено и све више утицала на уношење интерактивност у сам процес приказивања све већег броја нових сазнања и представа о човековој анатомији, у којима су  радећи истовремено научници и уметници својом креативношћу и умећем створили нове форме презентације процеса и резултата научних истраживања: интерактивне представе које су се преклапале како би откриле и најфиније анатомске детаље људског тела.

## Тежња за тачност у анатомским приказима
Средњи век се у анатомији, као и у целокупној медицини заснивао на схоластичкој медицини са тежњама за јасном поделом на пет главних анатомских система људског тела.
- коштани систем,
- нервни систем,
- артеријски систем,
- мишићни систем,
- венски систем.

Иако су средњовековном периоду постојале одређене представе и помагала за учење анатомије људског тела, њих су карактерисале канонизованост, једноставност и схематичност удружена са чврстим ставом  заснованим углавном на Галеновим списима, који су захваљујући схоластичком систему едукације представљали апсолутни ауторитет. 
 

У сукобу са схоластиком, почев од друге половине 16. века настале су нове тежње које су свој максимум достигле током Ренесансе — да представе човекове анатомије (уз подршку нове графичке технологије) постану реалистичнији прикази тела, органа и органских система правилно и функционално међусобно повезаних.
Таку  настале монтажне слике које се преклапају и бележе истинско стање ствари. Да би се тело видело у његовој целовитости, требало је да буде подељено на саставне делове, а фигуру је требало лишити традиционалне обавезне метафоричности, те објавити готово немогућу апсолутну стварност човековог физичког тела, направити „монтажу“.

## Зачетницима примене графика у анатомским атласима
Зачетницима примене графика у анатомским атласима у овом раздобљу сматрају се Андреас Везалијус,  посебно у свом делу  De humani corporis fabrica (1543) а касније и  Јохан Ремелин, у свом делу Catoptri Microcosmici (1609). Они су међу првима у наведеним делима применили стратегије отварања тела и погледа испод површине коже исказане у ренесансној уметничкој теорији и пракси, као и у научним истраживањима.
Уметничком раду  великана медицинске анатомије, који су први применили примењену графику у анатомским атласима, претходила су не само њихова уметничка интересовања, већ пре свега нова научна сазнања до којих су они долазили након сопствених медицинских истраживањима, и након којих су одбацили древне моделе схематизованих дводимензионалних приказа и увели комплексне волуметријске представе.
Применом вишеслојне анатомске представе, уметници тог историјског раздобља су успели да специфична преклапањем саставних делова људског тела, у својим ликовним представама омогућавала увид у анатомске структуре људског тела. При томе су ови илустратори у процес изучавања анатомије увели и нове дидактичке методе.

### 16. век — век анатомије
Како се у наводи у историји медицине 16. век се сматра „веком анатомије. као гране медицине која се развила од средњовековне типологије засноване на присуству телесних течности у организму до модерне патологије. Упоредо са трансформацијом анатомије мењао се и визуелни језик који је омогућио развој штампе, која је са друге стране захтевала неопходно учешће у изради штампаних радова и ликовних уметника. Из те интеракције, штампара, научника и уметника, не само да је растао значај визуелне представе у прихвању и преношењу знања,  већ и спона између медија, уметности и науке. 
Међутим пре него што су уметници добили улогу илустратора анатомских атласа, под руководством лекара-анатома, они су били вођени тежњом за уверљивошћу, која је свој потпуни израз нашла у ренесансној уметничкој теорији Леона Батисте Албертија и опусу уметника попут Антонија Полајуола, Леонарда да Винчија, или Микеланђела, чије су представе анатомских детаља служиле чисто уметничким потребама, а које су биле прецизније и убедљивије од оних које су креирали њима савремени лекари у медицинске сврхе.